# Александър Димитров (северномакедонски политик)
Вижте пояснителната страница за други личности с името Александър Димитров.
Александър Димитров (на македонска литературна норма: Александар Димитров) е дипломат от Северна Македония.

## Биография
Роден е на 29 ноември 1949 година в град Скопие в семейството на Евгени Димитров, юрист, професор в Скопския университет. Членува в партията на Демократическата алтернатива. В периода 1998-2000 година е министър на външните работи. През януари 1999 установява дипломатически отношения с Тайван и посещава Тайпе. На 9 февруари 1999 година разваля отношенията си с Република Македония.